# Amigo por Segundo
Amigo por Segundo (anteriormente con el nombre de Aló) es una empresa mexicana que brindó servicios de operador móvil virtual con sede en la Ciudad de México, México. La empresa tuvo como enfoque principal de realizar llamadas a larga distancia utilizando redes redes de internet de otros operadores móviles con la tecnología 3G, permitiendo comunicar con otros usuarios.y navegando en internet ocupando el internet de los demás dispositivos se conecta solo a cualquiera ret de internet se vincula alos dispositivos sercanos

## Historia
Fundada el 26 de febrero de 2015 por parte de Telcel (filial de América Móvil), con el objetivo de competir con otras operadoras móviles virtuales que han aparecido en México tales como Weex y Virgin Mobile. 
Aló fue creada para ser invertida y poder ayudar a personas de bajos recursos.
Sin embargo el 23 de marzo de 2020 por la poca demanda y una escasez de clientes Telcel quien fue la controladora de Aló, decidió absorber su propio OMV y convertirlo en su tarifa prepago básica más conocida como "Amigo por Segundo", este cambió surgió debido a que Telcel busca centrarse en mejorar sus servicios tanto prepago como pospago y ofrecer la cobertura 4.5G que caracteriza mucho a la compañía.

## Servicios
Aló ofrecía un chip de $115 pesos con saldo de $80 pesos o sin saldo para poder iniciar con sus operaciones con el usuario. Aló también ofreció su paquete Aló kit que incluye un equipo de celular básico teniendo tiempo aire de manera diferida. Las recargas de Aló funcionaban de manera electrónica sin ningún tipo de promoción o de saldo. Aló contó con la tecnología 3G que ofrece potabilidades de 24 horas.